# Gyűszű

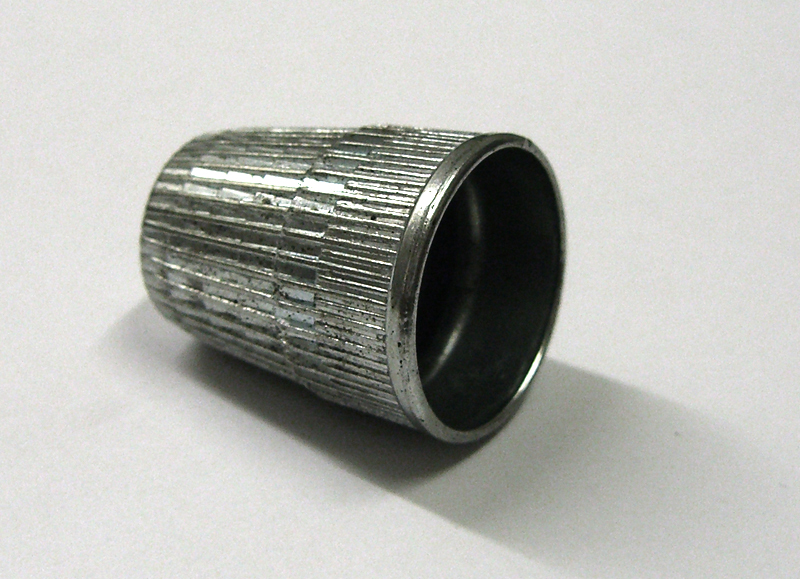
Gyűszű

A gyűszű egy kis védő kupak a nagyujj vagy egy másik ujj számára. Általában varráshoz használják. Arra használják a gyűszűt, hogy segítségével kemény anyagon vagy bőrön átdugjanak egy kézi varrótűt.

## Története
A legrégebbi talált gyűszű az ókori Rómából, Pompeiiből származik. Bronzból készült, eredete az i. sz. 1. századra tehető.

## Fajtái
Bármilyen kemény, jól megmunkálható anyagból készülhetnek, például vasból, rézből, bronzból, bőrből, gumiból, fából, üvegből és porcelánból is.
Két nagyobb fajtája van: a használatra készült gyűszűkön nincs díszítés (vagy csak minimális), felületük gyakran recés, hogy használat közben a textil ne csússzon el rajtuk.
A másik típus főleg dekorációs célokat szolgál, ritkán használják varrásra. Megtalálhatóak köztük turisztikai motívumot tartalmazók (valamilyen híres hely, turistalátványosság képe szerepel rajtuk), reklámcélúak (céges logóval), vagy akár luxuskategóriájú, féldrágakővel díszített példányok is. Néha szokták lakkozni is, vagy a Guilloché-technikát alkalmazzák.

## Híresebb gyűszűkészítők
A felsorolt cégek nagy része ma már nem létezik.
- Avon Fashion Thimbles
- Wicks (USA)
- A Feaù (Franciaország)
- Charles Horner (UK) (1837-1896)
- Charles Iles (UK)
- Gabler Bros (Németország)
- Henry Griffith (USA)
- James Fenton (UK)
- James Swann (UK)
- Ketcham & McDougall (USA) (1988-ban megszűnt)
- Meißen (Németország)
- P Lenain (Franciaország)
- Simons Bros Co (USA)[2]
- Stern Bros & Co (USA)
- Waite-Thresher (USA)
- Webster (USA)

## Fordítás
- Ez a szócikk részben vagy egészben  a   Thimble című angol Wikipédia-szócikk fordításán alapul.  Az eredeti cikk szerkesztőit annak laptörténete sorolja fel. Ez a jelzés csupán a megfogalmazás eredetét és a szerzői jogokat jelzi, nem szolgál a cikkben szereplő információk forrásmegjelöléseként.